# A Pracinha
A Pracinha é um programa de televisão humorístico brasileiro produzido pelo SBT, voltado para o público infantil. É um spin-off do A Praça É Nossa e foi exibido pela primeira vez em 7 de maio de 2022 como especial comemorativo de 35 anos do humorístico mais antigo do Brasil. Desde 3 de outubro de 2024, o programa se encontra disponível no serviço de streaming +SBT.

## Enredo
Dalila e Marcelo de Nóbrega dividem o banco da praça que pertence ao pai, Carlos Alberto de Nóbrega, para receber vários convidados divertidos que prometem fazer a alegria das crianças, homenageando personagens clássicos que passaram pelo local, além de outros inéditos.

## Produção
O SBT já havia demonstrado criar uma versão infantil do humorístico A Praça é Nossa no passado, mas só levou a ideia adiante em janeiro de 2022, quando o projeto foi aprovado pela direção da emissora, mas como especial de 35 anos do programa, sendo exibido na data em que a versão original estreou no canal, no final da tarde de sábado. Diferente da praça tradicional, que possui além do tradicional banco, um bar e uma tenda que originalmente já deu lugar a um restaurante e até mesmo banca de revistas, a versão infantil possuía um cenário próximo a de uma escola, com o bar dando lugar a uma sorveteria e tendo brinquedos e balões em todo o cenário, acompanhando o banco.
Com a boa repercussão do especial em 2022, muitos fãs do programa fizeram campanhas para que a atração se tornasse fixa na programação do SBT, mas isso só viria a acontecer em janeiro de 2024, quando o projeto foi promovido a uma atração exclusiva do +SBT, sendo gravados 10 episódios para a primeira temporada.

## Elenco
| Ator                | Personagem               | Interpretado antes              |
| ------------------- | ------------------------ | ------------------------------- |
| Amanda Silveira     | Pazza                    | Nair Bello                      |
| Ana Carolina Leite  | Vamércia                 | Maria Teresa                    |
| Ana Clara Carapina  | Ninoca                   | Marlei Cevada                   |
| Anna Beatriz Simões | Dorinha                  | Bibi Graça                      |
| Arthur Lefreve      | Lucas 1                  |                                 |
| Arthur Moreira      | Pacífico                 | Ronald Golias                   |
| Bruno Simões        | Tatu e Xorãozinho        | Tuca Graça e Marcelo de Nóbrega |
| Carol Garcia        | Carol                    |                                 |
| Daniel Nini         | Gururoca                 |                                 |
| Dalila de Nóbrega   | Apresentadora            |                                 |
| Davi Martins        | Peralta                  | Simplício                       |
| Eduarda Lanza       | Alemanha                 | Patrícia Opik                   |
| Fernanda Matias     | Velha Surda e Pepé do pé | Roni Rios                       |
| Gabi Belluz         | Graça                    |                                 |
| Gabi Decimoni       | Profeta e Julinha        | Ronald Golias                   |
| Gabriel Mendes      | Gabriel                  |                                 |
| Gabriel Tite        | Sorveteiro               |                                 |
| Giovanna Valentino  | Moça da loja de esportes |                                 |
| Gustavo Ramos       | Ropi                     | Amácio Mazzaropi                |
| Helena Pizol        | Marie                    |                                 |
| Isabela Mesquita    | Zoinho e Zila            | Marcelo Medici                  |
| Julio Lefevre       | Lucas 2                  |                                 |
| Larissa Meireles    | Primavera                | Maria Teresa                    |
| Lorena Mantuani     | Dona Helô                |                                 |
| Lucas Mendes        | Lucas                    |                                 |
| Lucival Almeida     | Benjamin                 |                                 |
| Manu Ramalho        | Mazza                    | Amácio Mazzzaropi               |
| Marcelo de Nóbrega  | Apresentador             |                                 |
| Mari Bonfim         | Mari                     |                                 |
| Mari Di Giacomo     | Repórter Louca           |                                 |
| Maryah Madalena     | Mariazinha               |                                 |
| Miguel Lallo        | Dona Miguelina           | Paulo Gustavo                   |
| Mônica Mello        | Claudia                  |                                 |
| Rafaela Reche       | Vera                     | Maria Teresa                    |
| Thaís Moreira       | Thaís                    |                                 |
| Tuca Graça          | Chitãoró                 | Arnaud Rodrigues                |
| Xanda Dias          | Mãe                      |                                 |

## Exibição
Em 4 de março de 2025, o SBT exibiu os dois primeiros episódios do programa dentro do especial Feriadão SBT, três anos após a exibição do episódio especial em comemoração aos 35 anos do A Praça é Nossa. Logo depois, após boa repercussão, o SBT passou a fixar a atração nas manhãs de sábado na faixa das 11h30, dentro do Sábado Animado, substituindo o SBT Apresenta: Luccas Toon, que passou para ás 6h.